# Aral, Kazakstan
Aral (kazakiska: Арал, Aral; ryska: Аральск, Aralsk) är en stad i provinsen Qyzylorda i sydvästra Kazakstan. Den har cirka 30 000 invånare.
Staden delar namn med Aralsjön (kirgiziska för 'öhav'; en gång fanns över 1 000 öar i Aralsjön) och var förut en viktig fiskehamn. I och med Aralsjöns minskning har man dock förlorat kontakten med sjön, vilket har lett till stor arbetslöshet.

## Geografi
Staden Aral ligger på en öppen slätt, strax norr om Norra Aralsjön. Det närmaste större vattnet är Kaspiska havet i sydväst.
Klimatet är av utpräglat kontinental typ med begränsad nederbörd. Årsnederbörden är cirka 120 millimeter.
Sedan 1980-talet är den tidigare Aralsjön uppdelad i en nordlig och en sydlig del.

## Historik
Stadens historia tar sin början med ett järnvägsbygge från Orenburg till Tasjkent, inlett 1899. När järnvägen färdigställts 1905 befolkades den nya staden vid Aralsjöns dåvarande norra strand av bessarabiska fiskare från Donaudeltat.
Därefter fungerade Aral länge som en betydelsefull fiskehamn och leverantör av fisk och relaterade produkter till angränsande regioner. Dessutom byggdes från tidigt 1900-tal fartyg vid skeppsvarv i staden. 1938 blev Aralsk med sitt omgivande distrikt del av det då nybildade Qyzylordaoblastet i Kazakiska SSR.
Staden hade stor betydelse som fiskehamn och den viktigaste hamnstaden vid Aralsjön, en utveckling som fortsatte fram till 1970-talet. Då inleddes den allt snabbare sänkningen av Aralsjöns vattennivå, som en följd av den sovjetiska jordbrukspolitiken där Syr-Darjas och Amu-Darjas vatten nyttjades till konstbevattning av bomullsodlingar. Under den sovjetiska tiden fanns även tre "stängda städer" ("Ural", "Tjajka" och "Berjozka") för militära ändamål i närheten av staden. Städerna utrymdes 1992, vid Sovjetunionens upplösning, utrustningen flyttades till Ryssland och de kvarvarande byggnaderna revs av Arals befolkning.
2005 färdigställdes Kok-Aral-dammen, delfinansierad av Världsbanken. Dammen och relaterade arbeten längs med Syr-Darja har sedan dess medfört att Norra Aralsjön kunnat behålla en större del av Syr-Darjas vattentillflöde och även öka i storlek. Detta har inneburit att visst fiske har kunnat återupptas i sjön, och förhoppningar finns om att sjötillväxten så småningom kan göra Aral till en hamnstad på nytt.

## Stadsbild och kommunikationer
2011 rapporterades att stadens tidigare hamn låg 20 km från den dåvarande strandlinjen; andra siffror från nollnolltalet har angett 12 km. Denna låg då vid Norra Aralsjön, den del av den tidigare Aralsjön som bäst kunnat behålla sin vattenmängd. Den gamla hamnen är belägen söder om Makatajevgatan, där det än på 2020-talet finns kvarlämnade, rostiga hamnkranar och delar av strandade fartyg. En skeppskyrkogård finns några kilometer därifrån (närmare Norra Aralsjön), och drygt 60 km från staden finns Zjalanasj-skeppskyrkogården med ytterligare ett antal rostiga båtar.
Cirka 5 kilometer nordväst om Aral finns en flygplats. Den användes tidigare som övningsfält i samband med militärövningar, samt som reservflygplats för kosmodromen i Bajkonur. Viss verksamhet fortsätter på 2020-talet vid flygfältet.

## Befolkning
Aral har sedan slutet av 1900-talet haft ett fluktuerande befolkningstal. Siffror från folkräkningar och beräkning (2023) listas nedan:
- 1979: 32 087
- 1989: 30 801
- 1999: 30 347
- 2009: 29 987
- 2021: 36 004
- 2023: 36 956

Förlusten av hamnen har lett till hög arbetslöshet, och många yngre har valt att flytta till större städer som Bajkonur och Qyzylorda. Aralsjöns minskning/försvinnande har lett till en miljökatastrof, genom att mängden luftburna kemikalier från den tidigare sjöbotten och öarna i den tidigare sjön ökat.